# 波

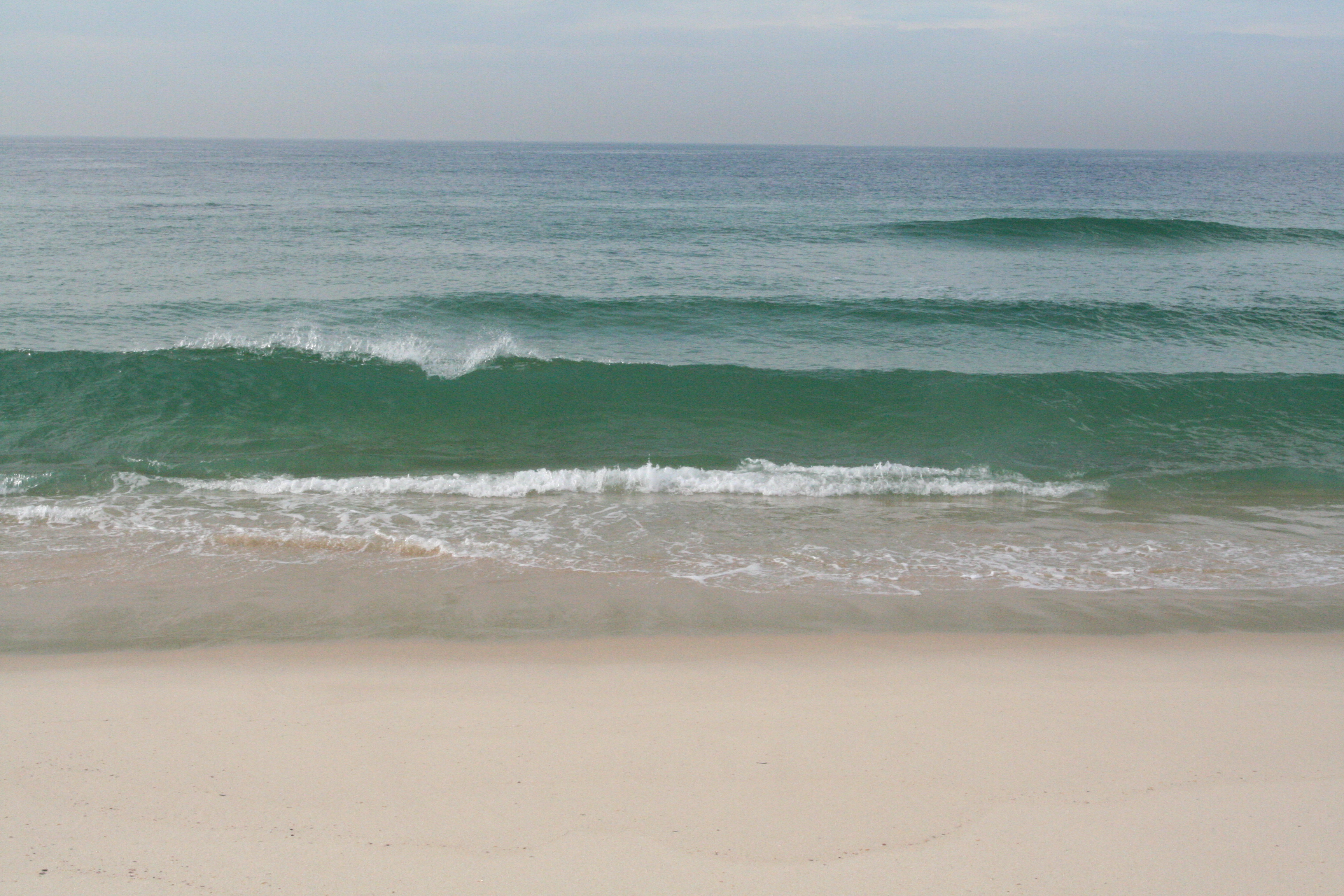
砂浜へ寄せる波

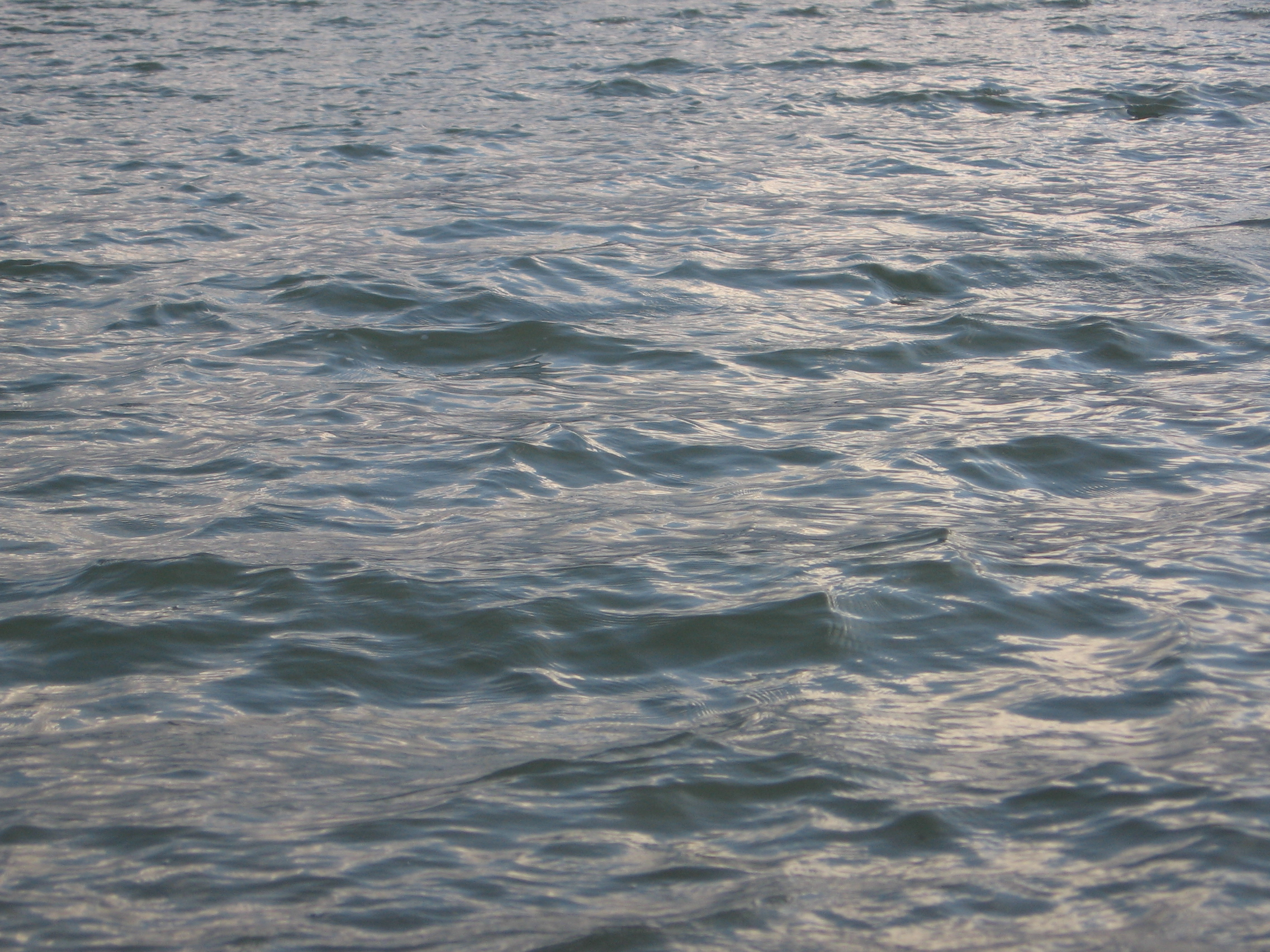
比較的小さな風浪

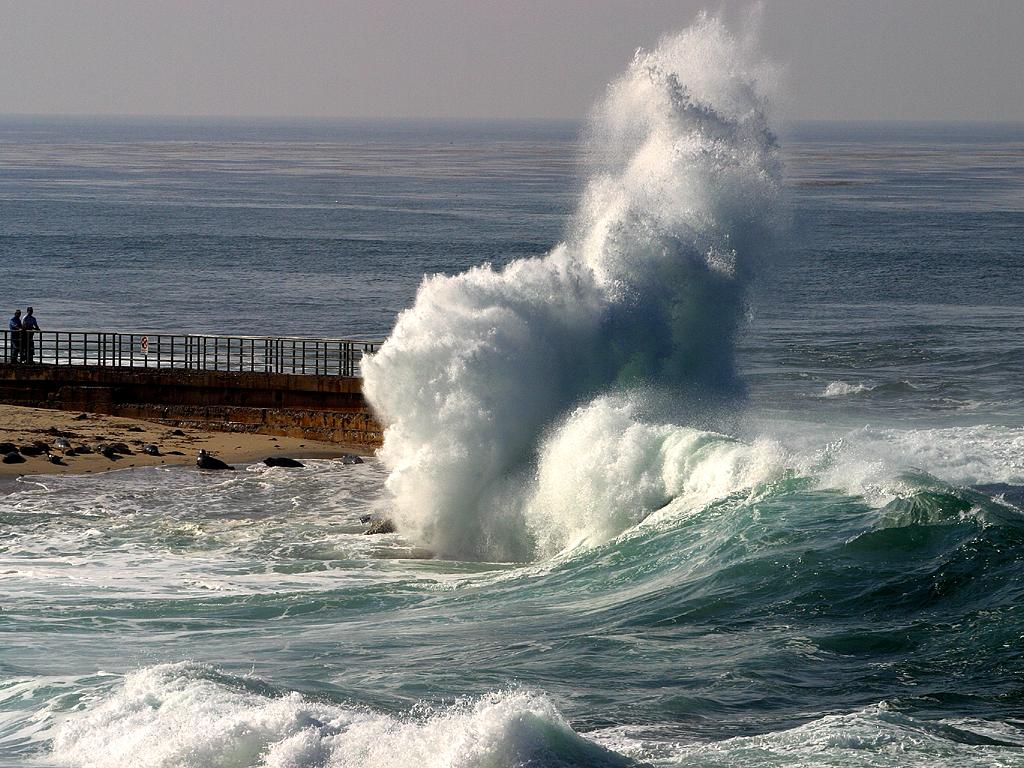
打ち寄せて水煙を上げるうねり

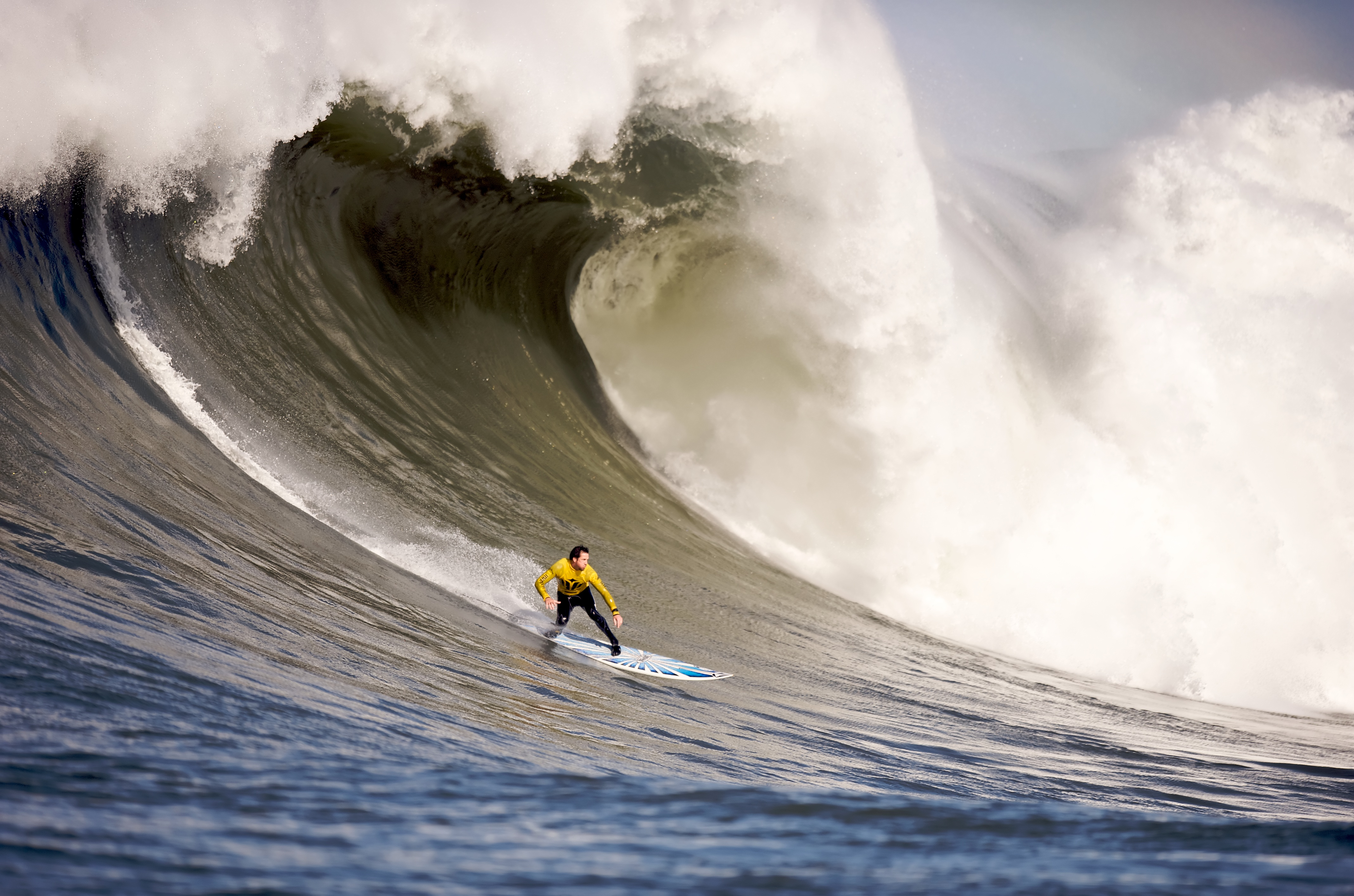
Mavericks Surf Contest 2010での巨大な波とサーファー。米国西海岸、カリフォルニア州のMavericksというサーフィン向きの海岸（El Granadaの近く）で開かれるサーフィン大会での光景。（2010年2月13日）

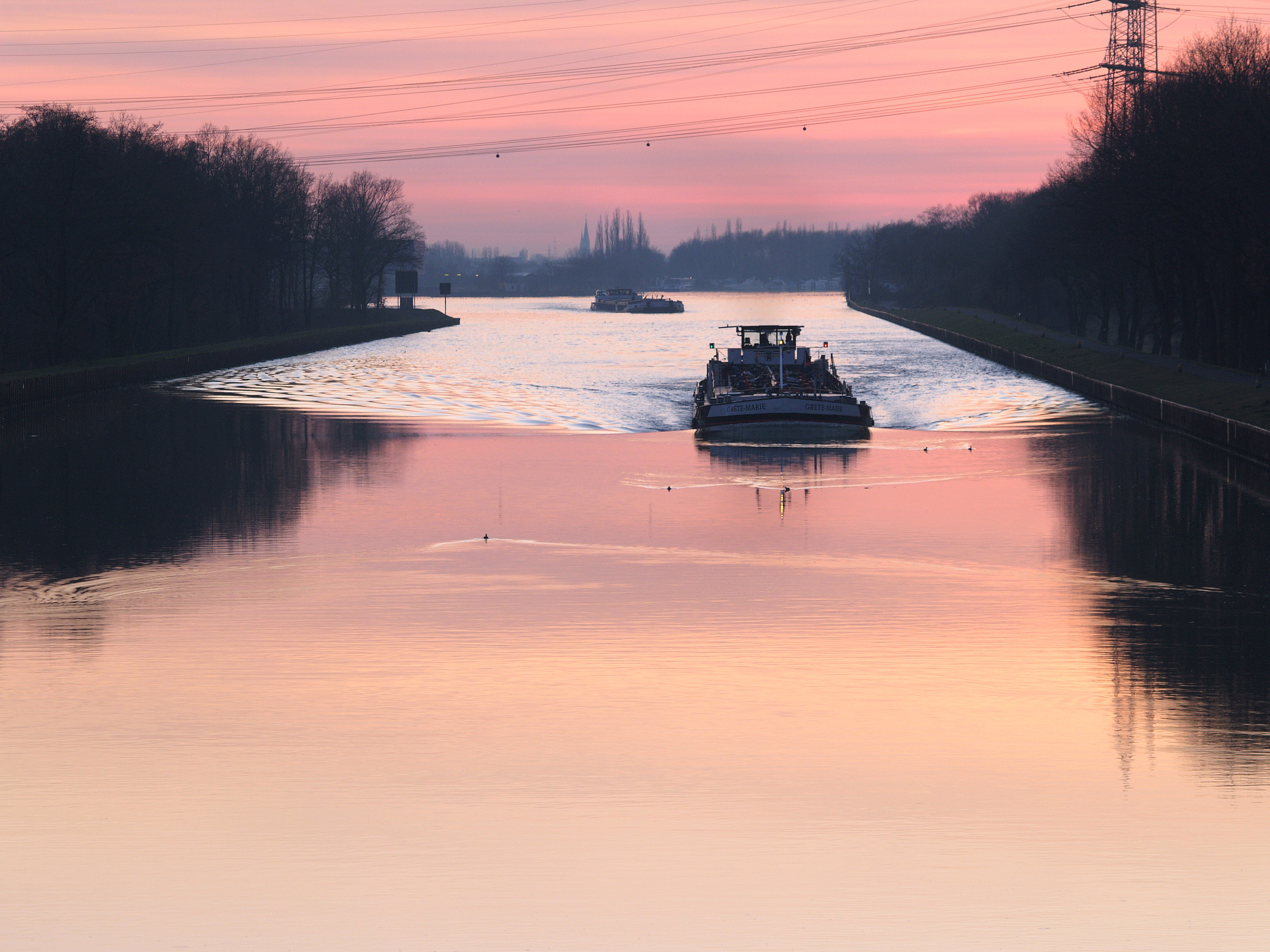
航行する船によって引き起こされた引き波

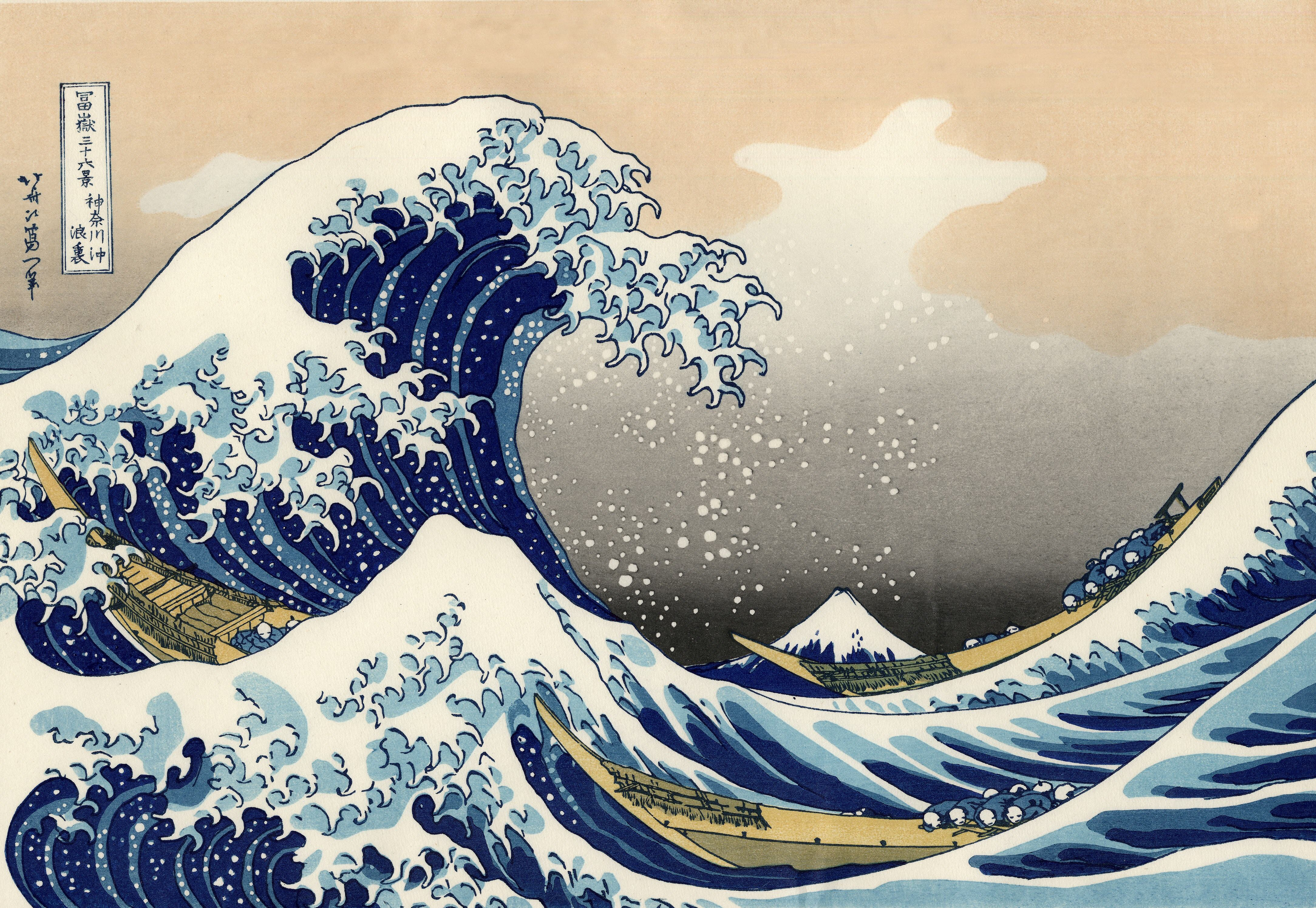
葛飾北斎が描いた波『富嶽三十六景 神奈川沖浪裏』。

波（）とは、水面の高低運動である。浪、濤とも書き、波浪（）とも言う。

## 波の分類
原因による分類
波は、起きる原因によって分類することも可能である。風によって起きる波を風浪（）と呼ぶ。船舶などが航行することによって後方に生じる波は航跡波や引き波と呼ばれる。これらを含めて人工的に波を造り出すことは造波（）という。地震などによって起きる波は津波と呼ばれる。このように波ができる原因はいくつもあるが、最も一般的な原因は風である。
多方向からの波が合成されてできるピラミッド状の波を三角波と言う。
大きさによる分類
特に、確率的に発生する相対的に波高がかなり大きな波や、あるいは絶対的な観点から波高が巨大な波を、巨大波と呼び分類する。海洋遭難防止の観点から、この名称でこのような波を分類し、研究が進められている。

## 波浪（風浪とうねり）
波浪とは風によって起こる波のことである。波浪には風浪（）とうねりの2種類がある。（→#風浪）

### 風浪
その場で吹いている風によって引き起こされた波は風浪あるいは風波（、かざなみ）と呼ばれる。風が海面に当たると、風と海水の摩擦で海面が波立つ。風浪は波の上部が尖った三角形に近い形をしている。
風が強くなるほど風浪の高さは大きくなる傾向があり見た目の形状も変化する。無風で波の無い状態の時は凪（）と呼ばれ、海面の質感はほぼ平坦になる。このような状態は「鏡のような海面」とも表現される。風がかすかに吹くと小さな波（さざ波）が立つ。風速が数メートル程度になると波頭（、波の頂上部分）の水が風に飛ばされ、視野を広く見ると海面全体に白い部分がチラチラ、ピョコピョコと動いているように見える。日本では地域によってはこの状態を「兎が跳ぶ」と表現する。このような風と風浪の形状の関係を利用して、風浪から風速をおおよそ推定できる。

### うねり
他の海域で風によって起こされた波が伝わってきた波はうねりと呼ばれる。日本の気象庁では、うねりについて「遠くの台風などにより作られた波が伝わってきたもので、滑らかな波面を持ち、波長の長い規則的な波。」と定義している。遠地の台風や低気圧などによって発生している高波が、減衰しながら時間をかけて長距離を伝播していくものであり、例えば日本近海で発生したうねりはハワイにまで到達することがある。うねりの波長は100m以上、周期は8秒以上であることが多い。うねりの代表例としては、 暴風の余波で起こる波や土用波などがある。うねりは、風浪に比べて周期も波長も長く、波頭は丸みを帯びるため、水深が浅い海岸などでは海底の影響で波高が高くなりやすい。このため、しばしば海の事故を誘発したり船舶に影響を与えたりする。気象庁は、風浪やうねりによって災害が引き起こされると予測される場合は、警報や注意報を発表して注意を促している。

### 波浪の地形などへの影響
波浪は、海岸の地形に大きな影響を及ぼしている。砂浜の形状は波浪の影響を受けて絶えず変化している。岩壁に絶え間なく打ち寄せつづける波浪は岩壁を侵食してゆく。また、波浪は、海岸の生物、生態系にも大きな影響を与えている。波が打ち寄せる場所を波打ち際と言う。

## 波高と確率
通常「波の高さ」と言えば有義波高（100波のうち高い33波の平均値）をいい、天気予報などでの「波の高さ」もこの値の予報値である。有義波高は100波のうち高い33波の平均値であるから、最大ではこの2倍程度の波が押し寄せることもありうる。→#有義波高

### 有義波高
天気予報で波の高さが「波の高さは2mになるでしょう」などと伝えることがあるが、天気予報で伝えられる波の高さは「有義波高」という特別な方法で数値をはじいたものである。
通常、波は大小が入り混じっていて、その大きさをひとつの数字で言い表すことはできない。しかし最大波高や最小波高を用いると、人間の実感ともかけはなれる。平均波高を使っても、平均波高より高い波が数多く打ち寄せるので、平均波高を用いるのも防災上よろしくない。そうした配慮から考え出されたのが「有義波高」であり、平均波高を集めてそれらを高いほうから並べ、上位1/3の平均値を「有義波高」としている。この「有義波高」は人間が波を目視した実感にかなり近く、実用的である。
しかしながら、この便利な「有義波高」でも、それより大きい波や小さい波は発生する。例えば、10波に1波は有義波高の1.3倍、100波に1波は有義波高の1.6倍、1000波に1波は有義波高の2倍となるので注意を要する。このように、全体から見て割合としては小さいものの確率的には発生する波高の高い波を高波（）と呼ぶ。「昨日 埠頭で（桟橋で）釣りをしていた人が、高波にさらわれ死亡しました」といったていのニュースは頻繁に流れている。海釣りをする時などは、そうした数万回に1回来る高くて強い波のことも心の片隅に置いて注意しなければならない。けれども、逆に言えばサーフィンをしている時は波が小さいと感じられても、諦めずに根気強く待ち続ければ半日に1回くらいは大きな波に出会える可能性がある。

### 波高に影響する要因
主に風力に正比例して波が大きくなるが、地球の大気との摩擦面である水面に「油、流氷、流木、海藻など」が浮いてたり、水中の摩擦力が高くなる要素である「氷塊・浮遊生物など」があったりする場合、さらに豪雨・豪雪が水面に衝突する場合は波高が抑えられる。
京都大学防災研究所教授の森信人らによる研究では、地球温暖化は海面上昇だけでなく大気の対流を促して風による波のエネルギーを増大させ、砂浜など海岸の地形や生態系に大きな影響を与えると警鐘を鳴らしている。

## 津波

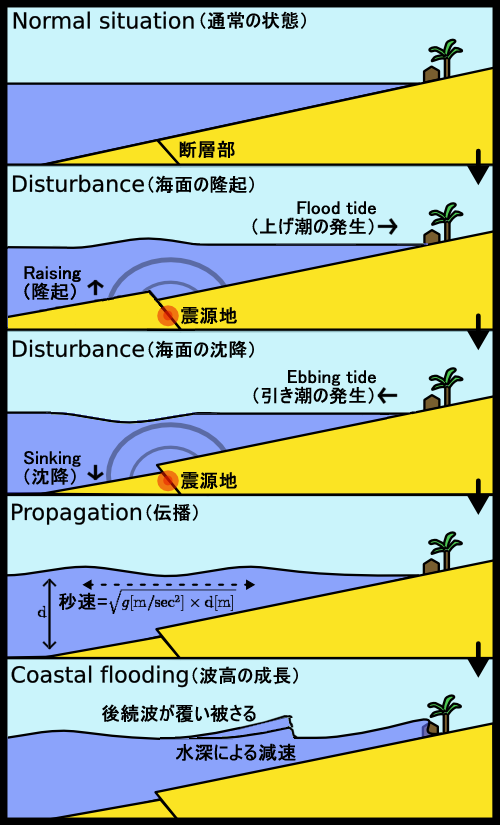
津波の発生原理を示す図

津波は、地震によって引き起こされる波のことである。長波の性質を持ち、その進行速度は重力の加速度と、水深の積の平方根となる。気象庁では、地震が起こると直ちに震源地、震源の深さ、地震の強さなどを計算し、津波が予測される場合は、津波の程度により、大津波警報、津波警報、津波注意報を出す。

## 高波
台風や季節風などにより発生したうねりが遠くまで伝わり、干満差の影響も加わると沿岸部が高波に襲われ大きな被害を受けることがある。

### 高波の主な被害
- 1934年9月21日 - 室戸台風に伴う高波が大阪湾沿岸部を襲い、大阪市街地の大部分が水没[7]。死者2702名、全壊家屋3万8771戸、流水家屋4277戸の被害（高波以外の被害も含む）[8]。
- 1966年9月24日、25日 - 昭和41年台風第24・26号の接近により、静岡県富士市吉原海岸に防波堤を越える波浪が押し寄せ、死者13人、負傷者64人の被害[9][10]。
- 2004年9月8日 - 台風第18号の接近による高波で北海道神恵内村の国道229号大森大橋が大破。数年間にわたり通行止となる[11]。
- 2008年2月24日 - 強い冬型の気圧配置の中、富山湾で寄り回り波が発生、湾内一帯で死者1名、重軽傷者15名、住家全壊4棟、半壊7棟の被害[12]。
- 2018年9月4日 - 台風第21号の接近による高波で、関西国際空港が水没する等、大阪湾一帯に被害[13]。

### 記録
有義波の高さでみると、世界の観測史上最高の波は以下のようになっている。
- 船舶による観測:2000年2月8日22時14分（協定世界時）、北大西洋の北緯57度30分 西経12度42分 / 北緯57.500度 西経12.700度（イギリス（スコットランド）・セント・キルダ島西方約250キロメートルの地点）の位置で観測された18.5メートル。
- ブイによる観測:2013年2月4日6時（協定世界時）、北大西洋の北緯59度07分 西経11度42分 / 北緯59.117度 西経11.700度（セント・キルダ島の北西約230キロメートルの地点）で観測された19.0メートル。

## 波と文化
波は人間にとって、大切な遊び相手である。海水浴、サーフィン、ボディボード、ウィンドサーフィンなどで、波を体感して楽しむ人々も多い。
また波は形（視覚的要素）でも人々を魅了する。世界的に見れば波をテーマとして追求している画家やカメラマンたちが多数いる。大型書店には波の写真集が通常何種類も並んでいる。
また、波の音も人々を魅了する。波の音は波音（なみおと）という。波の音には適度な規則性と適度な不規則性「ゆらぎ」が含まれている。おだやかな波音を聞いていると、そうでない時よりもずっと熟睡できる、という人も多いため、近年では海から離れて都会で暮らしている人々のために、波音を録音したCDも販売されている。

## 物理理論

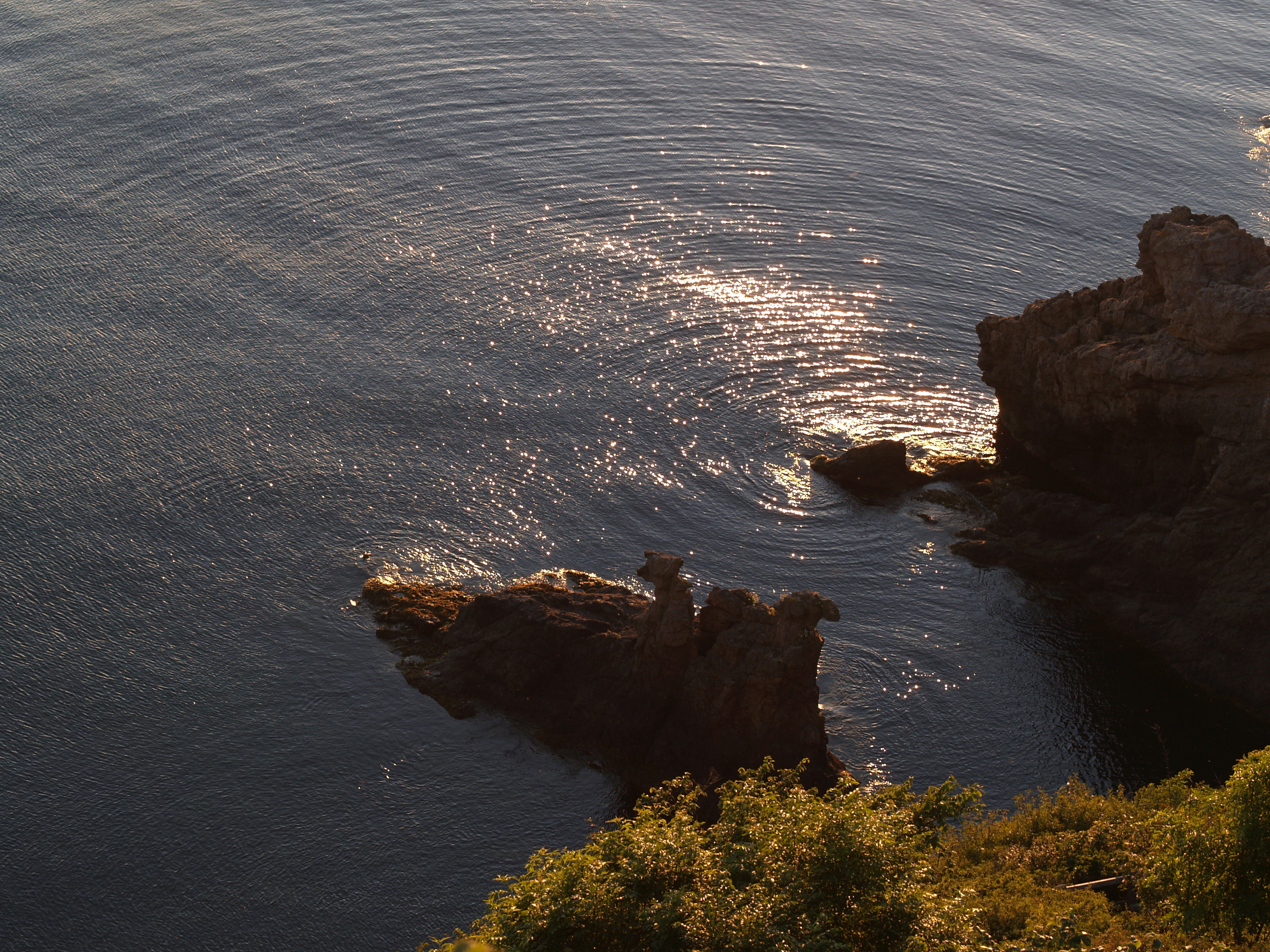
波が円状に広がっている

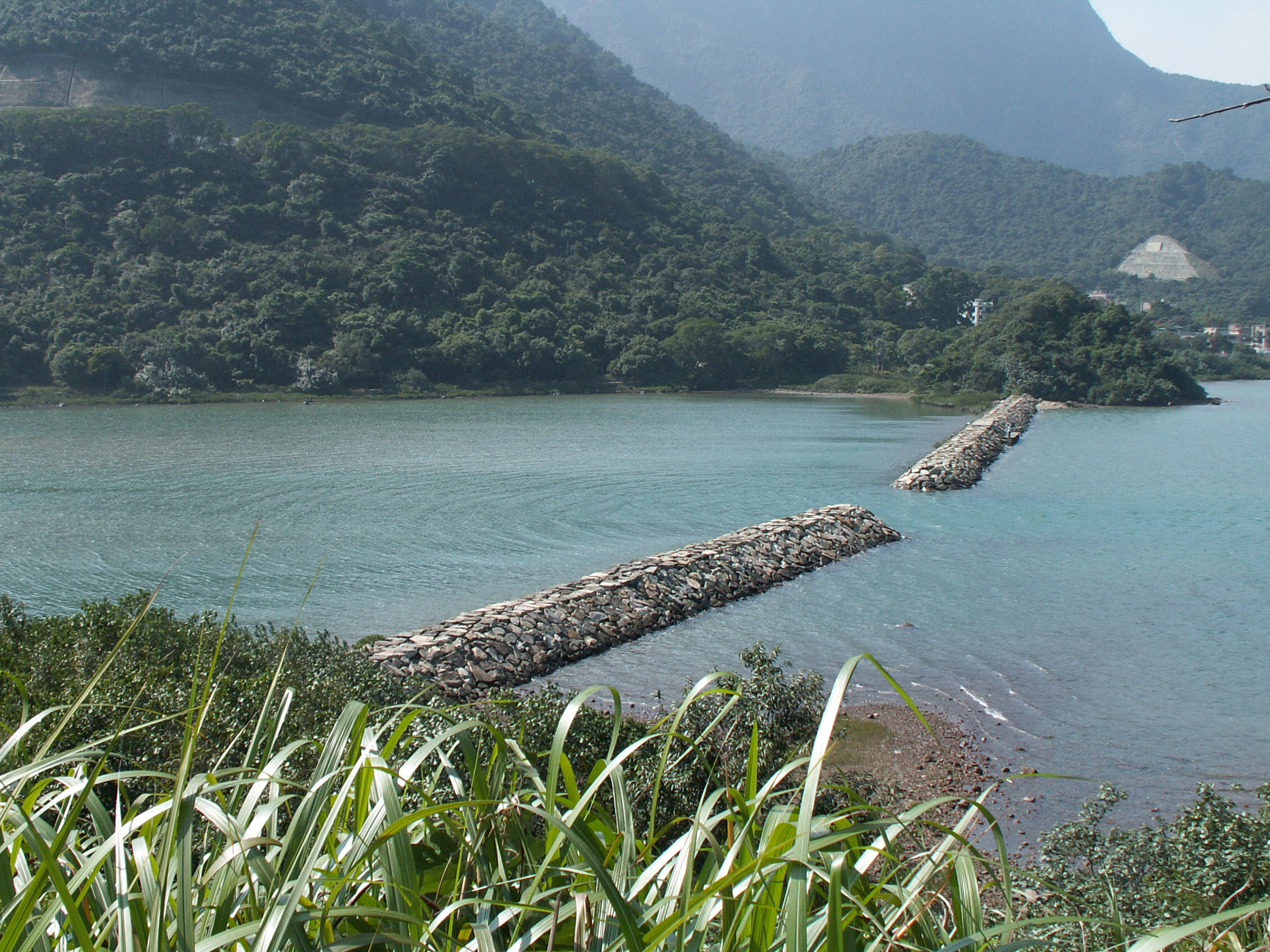
画面右から左へ進む波。防波堤を挟んで回折が起きている

一部の分野では水の波、そのなかでも波が砕け散ったりしないようなものを「水面波」という用語で呼ぶこともある。水面波は、物理学的に説明する場合、波動の一種という位置づけになる。水面波も他の波動と同様に屈折、回折、反射、透過、減衰などの性質をもつ。
ここでは、主として海の波に関する理論を挙げる。

### 波のパラメータ
- 波長 L、周期 T、波速 C (=L/T)
- 波高 H、振幅 a (=H/2)
- 水深 h
- 水面波形 η

### 波の分類
波は、水深によって、
- 深海波 (沖波, deep water wave)
- 浅海波 (wave in transitional depth)
- 極浅海波 (長波, shallow water wave, long wave)

に分類される。
水面変動の振幅が水深に対して十分小さい波のことを微小振幅波といい、その仮定における理論を微小振幅波理論という。それに対して、波高がそれほど小さくない場合、有限振幅波という。

### 微小振幅波理論
流体力学における連続の方程式であるラプラス方程式
{\displaystyle {\frac {\partial ^{2}\varphi }{\partial x^{2}}}+{\frac {\partial ^{2}\varphi }{\partial z^{2}}}=0}
は、ある仮定および境界条件のもとで解くことができる。すなわち、波の振幅が微小であること、海水が完全流体（非圧縮・非粘性）であることなどの仮定、および、水底・水面における力学的・運動学的境界条件から速度ポテンシャル φ(x, z, t) を求めると、
{\displaystyle \varphi =-{\frac {Hg}{2\omega }}{\frac {\cosh k(h+z)}{\cosh kh}}\sin(kx-\omega t)}
となる。H は波高、ω は角周波数 (=2π/T)、k は波数 (=2π/L)、cosh は双曲線余弦関数である。

水深が深い場所の波において、水面の粒子が見せる運動（赤い点の運動）

水深が浅い場所の波で
、水面・水中・水底の各粒子が見せる運動の違い。（水色の点および線で描画）

速度ポテンシャルを微分すると速度が求められ、この式から、海水の水粒子は楕円軌道を描いて運動しており、深海波では円軌道に近くなることが分かる。
また、水粒子が水面から飛び出すことなく水面の動きに追随すること（水面における運動学的境界条件という）から、分散関係式
{\displaystyle \omega ^{2}=gk\tanh kh\,}
が得られる。tanh は双曲線正接関数である。

### 有限振幅波理論

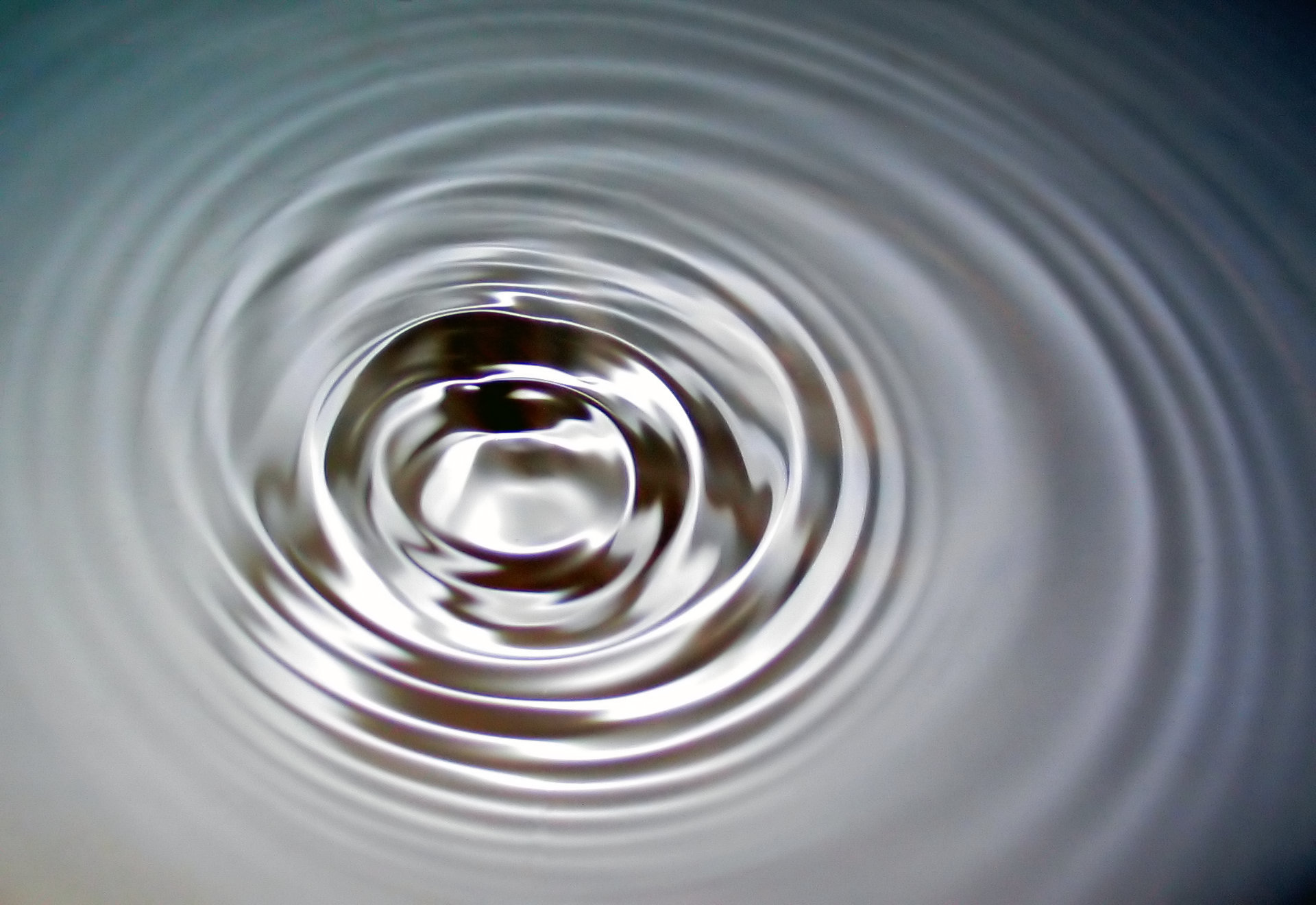
容器の振動によって起きている特殊な波

ストークス波、クノイド波、孤立波などの理論がある。

### 浅水変形
波は沖から岸に近付くにつれて形を変える。水深が小さくなるにしたがって、波高が大きくなり波長は短くなる。沖での波高をH0としたとき、Ks = H/H0 を浅水係数といい、波高の増減の具合を示す。

## 他の媒体での波

電磁波

水の波に類似した現象は自然界では広く見られる。例えば、音、光、電磁波などが挙げられる。
物理学などでは、音、光、電磁波などの波を「波動」という用語で表現している。
たとえば、重力波、地震波、偏西風波動（大気循環で見られる現象）などがある。
また海波によって発生した微小な波のことを脈動といい、地震計によって観測することができる。

## 比喩
社会的、心的な要素も含めて、様々な変動を波と呼ぶ。
例：「時代の波」「感情の波」、アルビン・トフラー『第三の波』。